# Martti Ahtisaari
Martti Oiva Kalevi Ahtisaari (23 tháng 6 năm 1937 -  16 tháng 10 năm 2023 ) là cựu Tổng thống Phần Lan (1994–2000), người đoạt Giải Nobel Hòa bình năm 2008, là một nhà ngoại giao và hòa giải Liên hiệp quốc, nổi tiếng với những công tác hòa bình quốc tế. Lần ông được bổ nhiệm gần đây là chức đại diện ngoại giao đặc biệt của Liên hợp quốc trong quá trình thương lượng tiến trình tư cách Kosovo để giải quyết một cuộc xung đột kéo dài lâu năm ở Kosovo, dẫn đến việc tuyên bố độ lập của Kosovo khỏi Serbia năm 2008. Tháng 10 năm 2008, ông đã được trao Giải Nobel Hòa bình "vì những nỗ lực đặc biệt của ông ở nhiều châu lục và hơn 3 thập kỷ để giải quyết các xung đột quốc tế". Ông cũng là hội viên của Câu lạc bộ Madrid.